# Јелена Шаулић
Јелена Шаулић, удата Бојовић (Јунча до код Жабљака, 1896 – Пљевља, 21. март 1921) била је учитељица, борац, учесница Топличког устанка и комита у Црној Гори током Првог светског рата.

## Детињство и младост
Јелена Шаулић рођена је 1896. године у селу Јунча До, подно Дурмитора, као најмлађе од петоро деце у породици свештеника Перка Шаулића. Описивали су је као крупну девојку црне косе, продорног погледа, бритког језика и изузетне лепоте, па је у народу остала узречица „Лепа као Јелена Шаулић”. Због сукоба са Краљем Николом њен отац био је принуђен да са породицом напусти Црну Гору, па Јелена одраста у Србији, у Медвеђи. Јелена се одликовала необичном бистрином ума и најлепшим врлинама, па у рекордно кратком року уочи Првог светског рата завршава учитељску школу и добија намештење као учитељица у Призрену.

## Године ратовања
Бугари су 17. фебруара 1917. године убили њену мајку Стану (рођену Кнежевић), а четири дана касније букнуо је Топлички устанак. Међу Србима, који су се подигли против бугарског зулума, били су и свештеник Перко са ћерком Јеленом. Придружују се устаничким четама Косте Војиновића на Радан планини. Вешта с пушком, а још више с бомбом, Јелена је била страх и трепет за непријатеља широм Радан планине по којој је војевао њен Гајтански одред.
После пропасти Топличког устанка, заједно са оцем и групом устаника Јелена прелази у Црну Гору, где се прикључују комитској чети војводе Бошка Бојовића која је, по Дурмиторским врлетима, ратовала против аустроугарског окупатора. Памте се подвизи Јелене Шаулић у боју код Врела, у јануару 1918. године. У том боју заробљен је и ратни злочинац из Босне, Осман Јогуница, кога су комити осудили на смрт, а пресудила му је лично Јелена. Од храбре учитељице нису стрепели само окупатори, већ и комите којима борба за слободу није била једини циљ, већ су комитовали и због пљачке. Такве комите Јелена је немилосрдно кажњавала.
У дневнику који је водила, остале су забележене њене речи о ратних походима и ономе што је за отаџбину учинила:
| „ | Сматрала сам да чиним једну свету и племениту дужност. А вазда сам желела да умрем само као достојна Српкиња. Па и под непријатељским бајунетима, тој би се смрти насмејала и без успреге и страха на сусрет изашла. | ” |

## Кратак живот у миру
По завршетку Првог светског рата Јелена се удала за свог ратног друга, војводу Бошка Бојовића и са њим засновала породицу у Пљевљима, где је наставила да ради као учитељица. Нажалост, од последица рањавања, тешког војевања и исцрпљујућег четовања 1917. и 1918. године, Јелена се убрзо разболела и умрла 21. марта 1921. године, тек закорачивши у двадесетшесту годину. Остала је прича да више од годину дана после њене смрти, у знак жалости, у племену Дробњака из којег потиче није било весеља нити су се чуле гусле и песма.

## Одликовања и почасти
Јелена Шаулић посмртно је одликована Карађорђевом звездом са мачевима, која се додељује за изузетну храброст. Удружење ратника и поштовалаца ратова 1912‐1918. из Пљеваља, подигло јој је спомен обележје на Пљеваљском градском гробљу где је сахрањена. Остала је упамћена као хероина устаничке Топлице и непокорног Дурмитора.